# Denis Howell (E-Sportler)
Denis „denis“ Howell (* 18. August 1994) ist ein deutscher E-Sportler. Er ist seit 2012 in der Disziplin Counter-Strike: Global Offensive aktiv. Er spielte bis 2017 für mousesports. Aktuell spielt er für das Team cowana Gaming.

## Karriere
Am Anfang seiner Laufbahn spielte Howell für viele kleinere Clans. Mit den EnRo GRIFFINS belegte er bei der EPS Germany: Winter 2013 den 2. Platz. Nachdem er das Team verlassen hatte, spielte er unter anderem für Planetkey Dynamics. Da aber der Erfolg dieser Kooperation ausblieb, verließ er im Juni 2014 das Team wieder. Ende August 2014 wechselte er dann zu Penta Sports, wo er seine ersten nennenswerten Erfolge verzeichnen konnte. Bei der DreamHack Winter 2014 und bei der ESL One Katowice 2015 erreichte Howell mit Penta das Viertelfinale. Anfang Mai 2015 wurde bekanntgegeben, dass Howell zusammen mit Johannes „nex“ Maget und Timo „Spiidi“ Richter von Penta Sports zu mousesports wechselt. Das Team schaffte es nach kurzer Zeit an einigen größeren Turnieren erfolgreich teilzunehmen. So erreichte Howell mit mouz den 2. Platz bei den Acer Predator Masters.
Im Juli 2016 erreichte Howell mit mousesports das Halbfinale der ersten Saison der Eleague. Im Herbst 2016 gelangen dem Spieler durch den Finaleinzug beim Gfinity CS:GO Invitational 2016 und den Halbfinaleinzug auf den Finals der ESL Pro League Season 4 zwei weitere Erfolge mit dem Team von mousesports. Im Januar 2021 gewann er mit Sprout die deutsche ESL Meisterschaft.

## Erfolge
| Jahr | Platz | Turnier                                       | Team         | Persönliches Preisgeld |
| ---- | ----- | --------------------------------------------- | ------------ | ---------------------- |
| 2014 | 5.–8. | DreamHack Winter 2014                         | Penta Sports | 02.000 $               |
| 2015 | 5.–8. | ESL One Katowice 2015                         | PENTA Sports | 02.000 $               |
| 2015 | 3.–4. | Gfinity CS:GO Summer Masters I 2015           | mousesports  | 01.000 $               |
| 2015 | 3.–4. | CEVO Pro Season 7 Finals                      | mousesports  | 02.000 $               |
| 2015 | 2.    | Acer Predator Masters Season 1 Finals         | mousesports  | 02.000 $               |
| 2015 | 4.    | Intel Extreme Masters X - gamescom            | mousesports  | 01.100 $               |
| 2015 | 1.    | ESL Sommermeisterschaft 2015                  | mousesports  | 0800 €                 |
| 2015 | 2.    | CEVO CS:GO Season 8 LAN Finals                | mousesports  | 05.000 $               |
| 2016 | 5.–8. | DreamHack Masters Malmö 2016                  | mousesports  | 02.000 $               |
| 2016 | 5.    | Esports Championship Series Season 1 - Europe | mousesports  | 05.000 $               |
| 2016 | 3.–4. | Eleague Season 1                              | mousesports  | 14.000 $               |
| 2016 | 2.    | Gfinity CS:GO Invitational 2016               | mousesports  | 06.000 $               |
| 2016 | 3.–4. | ESL Pro League Season 4: Finals               | mousesports  | 09.000 $               |
| 2016 | 5.–8. | Eleague Season 2                              | mousesports  | 10.000 $               |
| 2017 | 5.–8. | DreamHack Masters Las Vegas 2017              | mousesports  | 03.000 $               |
| 2017 | 3.–4. | DreamHack Tours 2017                          | mousesports  | 02.000 $               |
| 2017 | 5.–6. | ESL Pro League Season 5: Finals               | mousesports  | 09.000 $               |